# Яструбці
Яструбці́ (до 1948 року — Тогунчи́, крим. Toğunçı) — село Джанкойського району Автономної Республіки Крим. Населення становить 322 особи. Орган місцевого самоврядування — Ярківська сільська рада. Розташоване на заході району.

## Географія
Яструбці — село на південному заході району, в степовому Криму, на шосе С0-10448Джанкой — Євпаторія, висота над рівнем моря — 35 м. Сусідні села: Кримка за 2,5 км на північ, Ярке за 2,5 км на північний схід і Вишняківка Красногвардійського району за 4,7 км на південь. Відстань до райцентру — близько 15 кілометрів, там же найближча залізнична станція.

## Історія
Перша документальна згадка села зустрічається в Камеральному Описі Криму … 1784 року, судячи з якого, в останній період Кримського ханства Тогунчу Бочала входив в Бочалатскій кадилик Карасубазарського каймакам ства. Після приєднання Криму до Російської імперії, на території колишнього Кримського Ханства була утворена Таврійська область і село була приписане до Перекопського повіту.
За Відомостями про всі селищах в Перекопському повіті … від 21 жовтня 1805 року, в селі Тугунча значилося 8 дворів і 44 мешканці, виключно кримських татар. Надалі, мабуть, внаслідок еміграції кримських татар в Туреччину, село спорожніло і на військово-топографічній карті 1817 село Тегончу позначене порожнім. На карті 1842 року Тогунчи позначене умовним знаком «мала село», тобто, менше 5 дворів.
Після земської реформи 1890 року Тогунчи віднесли до Богемської волості. Ймовірно, в ці роки на місці старої Тогунчи німцем Кайзером був заснований однойменний хутір.
В «… Пам'ятній книзі Таврійської губернії за 1892 рік» у відомостях про Богемську волості ніяких даних про поселення, крім назви, не наведено. За «… Пам'ятною книгою Таврійської губернії за 1900 рік» на хуторі Тогунчи значилося 35 жителів в 1 дворі. В Статистичному довіднику Таврійської губернії 1915 року  в Богемській волості Перекопського повіту значаться 2 села: просто Тогунчи і село Лютца Тогунчи  з населенням 69 осіб.
Після встановлення в Криму Радянської влади, за постановою Кримревкома від 8 січня 1921 року № 206 «Про зміну адміністративних кордонів» була скасована волосна система і в складі Джанкойського повіту був створений Джанкойський район. Згідно Списку населених пунктів Кримської АРСР за Всесоюзним переписом від 17 грудня 1926 року, в хуторі Тогунчи, Мар'їнської сільради Джанкойського району, значилося 5 дворів, населення становило 10 осіб, всі росіяни.
Незабаром після початку Німецько-радянської війни, 18 серпня 1941 року кримські німці були виселені, спочатку в Ставропольський край, а потім в Сибір і північний Казахстан. Після звільнення Криму від німців в квітні 12 серпня 1944 року було прийнято постанову № ГОКО-6372с «Про переселення колгоспників в райони Криму» та у вересні 1944 року в район приїхали перші новосели (27 сімей) з Кам'янець-Подільської та Київської областей, а на початку 1950-х років пішла друга хвиля переселенців з різних областей України.
Указом Президії Верховної Ради Російської РФСР від 18 травня 1948 року, Тогунчи перейменували в Яструбці.